# Comité Intérieur Colonial

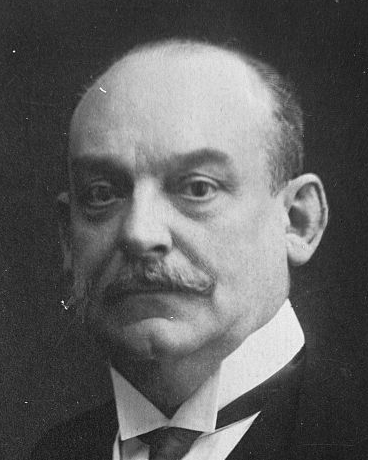
Emile Francqui, oprichter van het Comité Intérieur Colonial in 1928

Het Comité Intérieur Colonial (CIC), vanaf april 1959 Comité Intérieur Congolais en vanaf juli 1962 Comité Intérieur Africain (CIA) geheten, was de stuurgroep van de activiteiten van de Generale Maatschappij van België in Belgisch-Congo.

## Geschiedenis
Het CIC werd in 1928 door Emile Francqui opgericht om de opslorping van de Banque d'Outremer door de Generale Maatschappij van België (GMB) in goede banen te leiden en om het bestuur van alle koloniale zaken van de groep te harmoniseren. Het comité evolueerde tot een belangrijk beslissingsorgaan voor de activiteiten van de GMB in Congo en bleef met dat doel bestaan tot in 1971.
De eerste vergadering van het comité vond plaats op 15 maart 1928 en in de eerste jaren van zijn werking namen 5 à 6 leden deel aan de wekelijkse vergaderingen. Op het einde van de jaren 1930 was dit aantal toegenomen tot een vijftiental.
| Periode           | Voorzitter             |
| ----------------- | ---------------------- |
| 1928 - maart 1932 | Emile Francqui         |
| - juni 1937       | Félicien Cattier       |
| - juli 1940       | Firmin Van Brée        |
| - 1945            | Félicien Cattier       |
| - oktober 1951    | Firmin Van Brée        |
| - december 1964   | Edgar van der Straeten |
| - 1971            | Louis Wallef           |

Vanaf 1951 nam de gouverneur van de GMB deel aan de werkzaamheden van het comité.
Met de onafhankelijkheid van Congo in het vooruitzicht, werd het comité in april 1959 hernoemd tot Comité Intérieur Congolais. In juli 1962 werd de naam opnieuw gewijzigd, ditmaal naar Comité Intérieur Africain (CIA).

## Archieven
De verslagen van de vergaderingen van het CIC worden bijgehouden in het Algemeen Rijksarchief 2 – Depot Joseph Cuvelier. Ze bevinden zich in de bedrijfsarchieven van de Compagnie du Congo pour le Commerce et l'Industrie (CCCI) en van de Société Minière du Bécéka (Sibéka). Hoewel de verslagen vanaf de jaren 1950 de hoofding "strikt persoonlijk en vertrouwelijk" meekregen, zijn ze vandaag integraal consulteerbaar voor onderzoekers.